# André Breton
André Breton, född 19 februari 1896 i Tinchebray i Orne i Normandie, död 28 september 1966 i Paris, var surrealismens grundare och centrala idégivare, verksam som essäist och poet. 

## Liv
André Breton växte upp som enda barnet till gendarmen Louis Breton (1867–1955) och sömmerskan Marguerite, f. Le Gouguès (1872–1946). Fadern var övertygad ateist, medan modern var mer konventionellt gudfruktig med en katolsk tro. Sina fyra första levnadsår tillbringade Breton på den normandiska landsbygden i Tinchebray. Vid sekelskiftet år 1900 flyttade familjen till Pantin nordost om Paris och tillbringade somrarna i moderns hemtrakt, den lilla fiskehamnen Lorient i Bretagne. Åren 1907–1912 gick han på läroverket Lycée Chaptal i Paris. Han upptäckte Gustave Moreaus måleriska bildvärld. Hans filosofilärare gav honom inblickar i Hegels tankevärld. Hans retoriklärare gjorde honom uppmärksam på arbeten av Baudelaire, Mallarmé och Huysmans. Han lärde känna Théodore Fraenkel (1896-1964) som delade hans intresse för poesi och så småningom även skulle bli en del av den franska efterkrigsdadaismen och surrealismen. Från 1910 gick de i samma medicinförberedande klass. 
André Breton var 18 år när första världskriget bröt ut. Han hade påbörjat medicinstudier vid Sorbonne när han blev inkallad som artillerist i februari 1915 och förlagd till Pontivy. I juli samma år överflyttades han till sjukhustjänstgöring som läkarassistent. Det första året tjänstgjorde han vid sjukhuset i Nantes, där han träffade den sårade excentrikern Jacques Vaché (1895–1919). Året efter tjänstgjorde han på en psykiatrisk klinik i Saint-Dizier och 1917 på en neurologisk klinik i Paris, där han lärde känna läkarassistenten Louis Aragon. Han blev förtrogen med hypnos som behandlingsmetod och de tidiga rön och psykologiska personlighetsteorier som utforskats och utarbetats av fransmännen Charcot och Janet. Han blev intresserad av psykoanalysens metodik i freudiansk mening, av drömtydning och av det omedvetnas roll i psykiska skeenden. Han återupptog dock inte sina akademiska studier efter kriget.
1921 gifte sig André Breton med bankirdottern Simone Kahn (1897–1980) från Strasbourg. Paret flyttade in på n° 42 rue Fontaine i Montmartre. Denna våning förblev även efter skilsmässan 1931 Bretons hem livet ut. Åren 1966–1980 använde Toyen en del av våningen som ateljé. Den såldes 2003 av dottern Aube som Breton fick i sitt andra äktenskap med bildkonstnären Jacqueline Lamba (1910–1993). 1943 lärde Breton känna den chilenska bildkonstnären och författaren Elisa Bindhoff (1906–2000). De gifte sig två år senare.
André Breton ligger begravd på Cimetière des Batignolles i Paris 17:e arrondissement på rue Saint-Just. Den liggande stenen pryds av en åttauddig stjärna tillsammans med de inristade orden: Je cherche l'or du temps ["Jag söker tidens guld"]. Till hans ära har staden Paris uppkallat ett torg efter honom, Place André Breton i 9:e arrondissementet.

## Verksamhet
André Breton debuterade som författare 1919 med diktsamlingen Mont de piété ["Pantbank"] och startade samma år den dadaistiskt präglade tidskriften  Littérature tillsammans med Louis Aragon och Philippe Soupault. Han deltog i alla möjliga dadaistiska upptåg i Paris tillsammans med dem och Tristan Tzara och Paul Éluard. 
Som inledning till en egen samling automatiskt skrivna texter, Poisson soluble, publicerade Breton Surrealismens manifest 1924. I samband med utgivandet av detta första manifest initierade han även utgivandet av en ny tidskrift kallad La Révolution surréaliste (12 nummer 1924–1929). Åren 1933–1939 var han chefredaktör för tidskriften Minotaure.
André Breton publicerade tre surrealistiska manifest (1924, 1930, 1942) men återvände till ämnet också i andra sammanhang. Han igångsatte även surrealistiska "forskningslaboratorier" som använde sig av freudianska metoder för att studera det Omedvetna. 
Breton var den ende som deltog i alla de tolv samtal om sex som surrealistgruppen genomförde åren 1928–1932 och som finns publicerade i sin helhet sedan 1990. Innan dess hade bara de två första av dessa samtal offentliggjorts, i tidskriften La Révolution surréaliste n° 11, 15 mars 1928.
1928 utgav han sin enda roman, den udda berättelsen Nadja, som också kallats essä. Med benäget tillstånd av författaren lät tonsättaren Ivo Malec en skådespelare framföra delar av texten till det halvtimmeslånga orkesterstycket Oral, uppfört första gången året efter Bretons bortgång i maj 1967. Mot slutet av seklet hamnade boken på plats nummer 50, när Le Monde uppmanade sina läsare att rösta fram seklets 100 mest minnesvärda böcker.
Ett tilltagande politiskt intresse förde André Breton och surrealistgruppen närmare marxismen och kommunismen. Slutligen gick han med i Franska kommunistpartiet 1927 ihop med bland andra Louis Aragon, Paul Éluard och Benjamin Péret. I likhet med Péret valde han att lämna detta stalinistiskt präglade parti fem år senare. Tillsammans med Georges Bataille grundade han den antifascistiska gruppen Contre-Attaque i mitten av 1930-talet. 1938 sammanträffade han med den landsförvisade ryske revolutionsledaren Lev Trotskij i Mexiko hos bildkonstnären Diego Rivera. Tillsammans skrev de manifestet Pour un art révolutionnaire indépendant (För en oavhängig revolutionär konst).
Bretons eget bidrag till surrealistisk bildkonst kallade han poème objet, det vill säga "diktföremål". Han gjorde omkring ett dussin sådana från mitten av 1930-talet till början av 1940-talet.
"Svart humor", så som vi i allmänhet förstår den idag, utforskades och definierades av André Breton från mitten av 1930-talet och framåt. 1940 gav han första gången ut en ytterst personlig och omfattande litterär antologi i ämnet, Anthologie de l'humour noir, som genom åren skulle både utökas och minskas ner, sista gången 1950. Den omfattar texter från början av 1700-talet till mitten av 1900-talet. Otippade författare som de Sade, Nietzsche och Picasso blandas med något mer väntade namn som exempelvis Jarry, Apollinaire och Kafka. 
Efterhand kom han att betraktas som en ganska auktoritär ledare för surrealismen. Han tycktes inte tolerera ett alltför stort avvikande från de surrealistiska grunderna. Detta fick många författare och konstnärer att distansera sig från rörelsen, exempelvis Max Ernst.

### André Breton på svenska
Någon enskild volym med André Bretons dikter finns ännu inte på svenska (2020), om man bortser från Den obefläckade avlelsen som han skrev tillsammans med Paul Éluard 1930 och som kom på svenska 1977. Han är däremot representerad i många antologier. Gunnar Ekelöf var den förste att tolka honom till svenska, bland annat hans dikt L'Union libre ("Den fria kärleken") från 1931, tillsammans med Greta Knutson-Tzara, i ett nummer av spektrum 1933. Den svenska titeln till diktantologin Vithåriga revolvrar (1966) lånade sitt namn från en av Bretons diktsamlingar, Le Revolver à cheveux blancs (1932). Ur den samlingen hämtade översättarparet Ilmar Laaban och Erik Lindegren dikten Brevbäraren Cheval, medtagen i 19 moderna franska poeter (1948). Som den förste hyllade Breton i den dikten den franske lantbrevbäraren och "särlingskonstnären" Ferdinand Cheval. Den experimentella romanen Nadja (1928) översättes till svenska första gången 1949. Nio längre essäer av honom fyller den andra delen av det litteraturvetenskapliga standardverket Moderna manifest (1973).

## Verk
André Bretons samlade verk finns utgivna i fyra volymer.
- Œuvres complètes 1-4 (Gallimard, 1988)

### Poesi (urval)
- Mont de piété (1913-1919), med två teckningar av André Derain (Paris: Au sans pareil, 1919)
- Les Champs magnétiques (1920), tillsammans med Philippe Soupault
  - The Magnetic Fields, engelsk tolkning av David Gascoyne (Atlas Press, 1985)
- Clair de terre (1923)
  - Earthlight, engelsk översättning av Bill Zavatsky och Zack Rogow (Los Angeles: Sun & Moon Press, 1993; Green Integer, 2003)
- Poisson soluble (1924)
- L'Immaculée conception (1930), tillsammans med Paul Éluard
  - Den obefläckade avlelsen, svensk tolkning av Jan Berg (René Coeckelberghs bokförlag, 1977)
- L'Union libre (1931)
  - den fria kärleken, tolkad av Gunnar Ekelöf och Greta Knutson-Tzara (Fransk surrealism, spektrum, 1933)
- Le Revolver à cheveaux blancs (1932)
- L'Air de l'eau (1934)
- Fata morgana (1940)
- Pleine marge (1943)
- Ode à Charles Fourier (1947)
  - Ode to Charles Fourier, engelsk översättning av Kenneth White (New York: Grossman, 1970)
- Poèmes (1948)
- Les États généraux (1948)
- Des Épingles tremblantes (1948)
- Xénophiles (1948)
- Oubliés (1948)
- Constellations, 22 texter som eko till 22 gouacher av Joan Miró (1959)
  - Constellations, engelsk översättning av Paul Hammond (San Francisco: City Lights Books, 2000)
- Poésie et autre (1960)
- Le La (1961)

### Essäistik, berättarkonst och redaktörskap (urval)
- Littérature (20 nr + ny serie med 13 nr). Red.: Louis Aragon, Andre Breton och Philippe Soupault (Paris, 1919-1924) Online (International Dada Archive)
- Manifeste du surréalisme (1924)
  - Surrealismens manifest, övers Malou Höjer och Gunnar Qvarnström. Ingår i Moderna manifest 2. Surrealism (Almqvist & Wiksell, 1973)
- Les Pas perdus (1924)
  - The Lost Steps, engelsk översättning av Mark Polizzotti (Lincoln: University of Nebraska Press, 1996)
- Nadja (Gallimard, 1928)
  - Nadja, en första svensk översättning av Eva Marstrander 1949, senare nyöversatt av Lasse Söderberg (Paquod Press, 1996)
- Les Vases communicants (1932)
  - Communicating Vessels, engelsk översättning av Mary Ann Caws (Lincoln: University of Nebraska Press, 1990)
- Point du jour (1934)
  - Break of Day, engelsk översättning av Mary Ann Caws och Mark Polizzotti (Lincoln: University of Nebraska Press, 1999)
- L'Amour fou (1937)
  - Galen kärlek, översättning av Maja Lundgren (Sphinx, 2015)
  - Mad Love, engelsk översättning av Mary Ann Caws (University of Nebraska Press, 1987)
- Anthologie de l'humour noir (1940, ny utvidgad utgåva 1950), redigerad och försedd med förord och författarpresentationer av André Breton
- Arcane 17: Les Etoiles (1945)
  - Arcanum 17, engelsk översättning av Zack Rogow (Los Angeles: Green Integer, 2004)
- Les Manifestes (1955)
  - Surrealismens manifest, översättning Lars Fyhr, Elias Wraak, Mattias Forshage och Bruno Jacobs (Sphinx, 2011)
- Perspective cavalière (1970)

### Antologibidrag på svenska
- Fransk surrealism (spektrum, 1933), tre dikter tolkade av Gunnar Ekelöf och Greta Knutson-Tzara
- 100 år modern fransk dikt (1934), tre dikter tolkade av Gunnar Ekelöf
- 19 moderna franska poeter (1948), tre dikter tolkade av Erik Lindegren och Ilmar Laaban
- Vithåriga revolvrar (Bonniers, 1966), tio dikter tolkade av Artur Lundkvist och Åsa Scherdin-Lambert
- Fransk poesi 1910-1970 (FIB:s Lyrikklubb, 1973), sex dikter tolkade av Lasse Söderberg
- Moderna manifest. 2, Surrealism. Nio essäer i ämnet surrealism, bland annat de första två manifesten (Almqvist & Wiksell, 1973)
- DADA (Bakhåll, 1985). Ur De magnetiska fälten, en text skriven tillsammans med Philippe Soupault, i översättning av Ingemar Johansson

### Svenska översättningar i tidskrifter och dagstidningar[8]
- "Skolans flickor allihop" (översättning Gunnar Ekelöf). I tidskriften Poesi, 1948: nr 4, s. 40
- "Två prosadikter" (översättning Sven-Eric Liedman). I dagstidningen Sydsvenska dagbladet snällposten, 11 mars 1962
- "[Dikter]" (översättning Lasse Söderberg). I tidskriften Zenit, årg. 10 (1966): nr 5/6, s. 20-21
- "Varje paradis är inte förlorat" (översättning Östen Sjöstrand). I tidskriften Lyrikvännen, 1969: nr 2, s. 3
- "Smekmånad" (översättning Lasse Söderberg). I Sydsvenska dagbladet snällposten, 21 juni 1970
- "Solros" (översättning Lasse Söderberg). I Lyrikvännen, 1978: nr 1, s. 23
- "Kärlek som pergament" (översättning Lasse Söderberg). I Lyrikvännen, 1983: nr 5, s. 268
- "Marginalen full" (översättning Lasse Söderberg). I Lyrikvännen, 1992: nr 5 1/2, s. 222-225